# Pimpla aquensis
Pimpla aquensis là một loài tò vò trong họ Ichneumonidae.